# Jan Bobrovský
Jan Bobrovský (* 29. března 1945 Rosice) je československý basketbalista, trenér a sportovní funkcionář. Je zařazen na čestné listině zasloužilých mistrů sportu. Jeho zetěm je bývalý fotbalový obránce Petr Křivánek.

## Život
Byl oporou basketbalového týmu Zbrojovka Brno a reprezentace Československa, se kterou se zúčastnil Olympijských her 1972 a dále šesti mistrovství Evropy, na nichž získal jednu stříbrnou a jednu bronzovou medaili. Na Mistrovství světa 1970 byl druhým nejlepším střelcem reprezentace Československa. Za Československo odehrál celkem 267 utkání, z toho v utkáních olympijských her (včetně kvalifikace), mistrovství světa a mistrovství Evropy zaznamenal celkem 748 bodů v 78 zápasech. V roce 1965 byl nominován ke dvěma utkáním do družstva výběru Evropy na FIBA Festivals.
Se Zbrojovkou Brno jako hráč byl v letech 1958 až 1972 sedmkrát mistrem a pětkrát vicemistrem Československa, jako trenér v letech 1974 až 1980 třikrát mistrem a dvakrát vicemistrem Československa. V československé basketbalové lize po roce 1962 (zavedení podrobných statistik zápasů) zaznamenal 9915 bodů. S klubem Zbrojovka Brno byl úspěšný i v Poháru evropských mistrů, když dvakrát prohráli až ve finále s Realem Madrid (1964, 1968) a dvakrát hráli semifinále (1963, 1969). Ve světovém Interkontinentálním poháru klubů v lednu 1969 v semifinále Zbrojovka Brno vyhrála nad Realem Madrid 84:77 a až ve finále podlehla americkému Akron Wingfoots 71:84.
Po ukončení hráčské kariéry se úspěšně věnoval trenérské činnosti v klubech Zbrojovka Brno (muži) a IMOS Brno-Žabovřesky (ženy) a u reprezentačních družstev Československa, resp. České republiky (muži, ženy).
V roce 2001 v anketě o nejlepšího českého basketbalistu dvacátého století skončil na 5. místě. V roce 2013 byl uveden do Síně slávy České basketbalové federace.
V komunálních volbách v roce 1994 byl zvolen jako nestraník za ODA do Zastupitelstva Městské části Brno-Žabovřesky. Mandát zastupitele městské části obhájil v komunálních volbách v roce 1998 ještě jako nestraník za ODA, v letech 2002, 2006 a 2010 pak už jako nestraník za ODS.
Ve volbách do Senátu PČR v roce 2014 kandidoval jako nestraník za ODS v obvodu č. 60 – Brno-město. Se ziskem 15,77 % hlasů skončil na 3. místě a nepostoupil tak do kola druhého.

## Sportovní kariéra

### Hráč klubů
- 1963–1972 Zbrojovka Brno, 3× mistr (1964, 1967, 1968), 5× vicemistr (1965, 1966, 1969, 1971, 1972), 3. místo (1970)
- 1972–1973 Dukla Olomouc, mistr (1973)
- 1973–1978 Zbrojovka Brno, 3× mistr (1976, 1977, 1978), vicemistr (1975), 4. místo (1974
- 1978–1983 Slavia VŠD Žilina, 2× 5. místo (1981, 1983), 6. místo (1982), 7. místo (1980), 8. místo (1979)
- úspěchy:
- 2× nejlepší československý basketbalista: 1971 a 1973
- 6. místo v anketě o nejlepšího českého basketbalistu dvacátého století
- 14× zařazen do nejlepší pětice hráčů československé ligy basketbalu ve všech 14 sezónách 1964/65 až 1977/78
- 1. liga basketbalu Československa – celkem 13 medailových umístění: 7× mistr Československa (1964, 1967, 1968, 1973, 1976 až 1978), 6× vicemistr (1965, 1966, 1969, 1971, 1972, 1975)
- FIBA evropské basketbalové poháry
- Pohár evropských mistrů (Zbrojovka Brno): 2× 2. místo (1964, 1968, 2× prohra až ve finále s Real Madrid), 1× v semifinále (1969), další účast (1965), celkem 4 ročníky
- FIBA Pohár vítězů národních pohárů (Zbrojovka Brno): 1967
- Interkontinentální pohár 1969, 2. místo, v semifinále Brno – Real Madrid 84:77

### Hráč reprezentace Československa
Předolympijská kvalifikace
- 1968, Sofia, Bulharsko (4. místo), celkem 72 bodů v 8 zápasech
- 1972, Amsterdam, Holandsko, celkem 89 bodů v 9 zápasech, postup na OH

Olympijské hry
- 1972 Mnichov, Německo (8. místo), celkem 82 bodů v 9 zápasech

Mistrovství světa
- 1970 Lublaň (6. místo) 113 bodů v 8 zápasech, 1974 Portoriko (10. místo) 74 bodů v 7 zápasech, celkem na MS 187 bodů / 15 zápasů

Mistrovství Evropy
- 1963 Wroclaw (28 bodů /5 zápasů), 1965 Moskva (63/7), 1967 Helsinki (88/9), 1969 Neapol (56/7), 1971 Essen (63/7), 1973 Barcelona (20/2),
- na šesti ME celkem 318 bodů v 37 zápasech
- úspěchy:
- vicemistr Evropy (1967), 3. místo (1969), 4. místo (1973), 5. místo (1971), 7. místo (1965), 10. místo (1963)
- nominován do družstva výběru Evropy (1965) na 2 zápasy FIBA Festivals
- za Československo odehrál celkem 267 reprezentačních zápasů v letech 1963–1978.

### Trenér
Československo – muži
- 1985 Mistrovství Evropy 1985 (Stuttgart, Německo), 2. místo, asistent trenéra Pavla Petery
- 1991 Mistrovství Evropy 1961 (Řím, Itálie), 6. místo
- 1992 Předolympijská evropská kvalifikace (Španělsko): Československo šesté mezi 25 týmy a nekvalifikovalo se na OH 1992

Česká republika – ženy
- Olympijské hry 2004 – 5. místo
- Eurobasket (Mistrovství Evropy) žen – Česká republika mistrem Evropy 2005, více mistrem Evropy 2003

Kluby
- 1985–1988 Zbrojovka Brno, muži, 3× mistr Československa (1986, 1987, 1988)
- od 1993 BK IMOS Brno, ženy, 14× mistr České republiky (1996 až 2008, 2010)

### Sportovní funkcionář
- od 1993 BK IMOS Brno